# 马衡

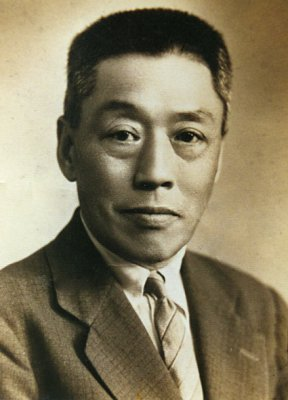

马衡（1881年6月20日—1955年3月26日），字叔平，别署无咎、凡将斋主，浙江鄞县人。金石学家，篆刻家，新浙派艺术的代表人物。曾任輔仁大學教授、故宫博物院院长。马衡精于金石篆刻碑帖的研究，在方法上承袭清朝乾嘉学派学统，并注重文献研究与实地考察相结合。

## 生平
清朝光绪七年五月二十四日（6月20日）生于宁波鄞县，曾就读于南洋公学。1922年，任北京大学研究所国学门考古研究室主任兼导师，同时任教于清华大学、北京师范大学等北京多所高等院校。1924年11月，清室善后委员会成立，马衡受聘参与故宫文物清点。1925年，故宫博物院成立，任古物馆副馆长，此后便一直在故宫从事中国文物、历史研究管理工作，长达27年，其中任院长19年，为中国文物事业作出了重大贡献。
1933年7月，代理故宫博物院院长。1934年4月，任故宫博物院院长。在日本侵华时，故宫文物告急而急需南迁，时任古物馆副馆长的马衡亲自督导数量最巨大的一批故宫文物（共计4635箱余）转运到上海，保障了国宝的安全。其后在国宝西迁时，马衡又冒着生命危险躲避战火及敌机轰炸，亲自带领工作人员跋山涉水、不分日夜地转运文物。
中國共產黨以和平方式佔领北平後，为确保故宫古建筑与文物的安全，马衡奔走呼吁保护北平文物，后继续担任故宫博物院院长一职。1952年，任北京市文物整理委员会主任委员。1952年從故宫博物院院长卸任。1954年，中国史学会公布第一届理事会名单，郭沫若担任主席，吴玉章、范文澜担任副主席，马衡担任常务理事。1955年3月，于北京病逝，享年74岁。马衡将自己多年收藏的大量珍贵文物无偿捐献给国家，并立遗嘱吩咐身后捐赠收藏（合计九千餘件）的文物予故宫博物院。

## 著作
著有《中国金石学概要》、《凡将斋金石丛稿》等。

## 影视作品演绎
- 国宝奇旅

| 學術機關職務           | 學術機關職務                     | 學術機關職務                                |
| ---------------------- | -------------------------------- | ------------------------------------------- |
| 前任： 易培基          | 國立故宮博物院院長 1933年—1949年 | 繼任： 裴文中 （故宫博物院 临时办事处主任） |
| 中華人民共和國政府职务 |                                  |                                             |
| 新頭銜                 | 故宮博物院院长 1949年－1954年    | 繼任： 吴仲超                               |